# Шелобков, Алексей Анатольевич
Алексей Анатольевич Шелобков (родился в 1979 году в Москве) — российский технологический предприниматель и управленец. Основатель и руководитель компании-разработчика аппаратного обеспечения Yadro и аэрокосмической компании «Бюро 1440», c февраля 2024 года — управляющий партнёр, генеральный директор «ИКС Холдинга».

## Биография
Алексей Шелобков родился в Москве в 1979 году. В 2002 году он с отличием окончил Московский государственный технический университет имени Н. Э. Баумана по специальности «роботы и робототехнические системы». В интервью он рассказывал, что студентом четвёртого курса пришёл на работу в IBM, где занимался маркетингом, продажами и развитием бизнеса. В дальнейшем, Шелобков занимал различные должности в международных технологических компаниях, в том числе, пост главы департамента аппаратных систем IBM в России и СНГ.

## Предпринимательство

### Yadro
В 2014 году Шелобков с партнёрами — также выходцами из технологических корпораций — основал компанию-разработчика аппаратного обеспечения Yadro. В 2017 году она представила первые собственные решения — сервера Vesnin и СХД Tatlin. К 2024 году бизнес Yadro включал полный цикл разработки и производства серверов, систем хранения данных, телекоммуникационного оборудования, потребительской компьютерной техники, устройств интернета вещей, а также фаблесс-разработку микропроцессоров. В периметр компании входят производитель  микропроцессорных ядер Syntacore, разработчик устройств интернета вещей NotAnotherOne, производитель компьютерной техники Kvadra и другие..
На 2024 год в группе Yadro работали более 6,5 тысяч человек. Центры НИОКР компании находились в Москве, Санкт-Петербурге, Екатеринбурге, Нижнем Новгороде, Минске; крупнейший в России завод, обеспечивающий полный цикл производства вычислительной техники и радиоэлектроники «Ядро Фаб Дубна» был запущен в 2023 году в подмосковном наукограде Дубна. После ухода с российского рынка глобальных компаний Yadro системно занималось замещением иностранного оборудования (например, разработкой базовых станций для операторов связи). По итогам 2023 года выручка Yadro превысила 100 млрд рублей (против 65,5 млрд в 2022 и 33 млрд в 2021), по итогам 2024 компания прогнозировала рост на 35—45%.

### Бюро 1440
В ноябре 2020 года Шелобков возглавил частную космическую компанию «Бюро 1440» (изначально названную «Мегафон 1440») — разработчика и оператора низкоорбитальной спутниковой группировки для высокоскоростной широкополосной передачи данных. В 2023 и 2024 годах «Бюро 1440» успешно запустила тестовые миссии «Рассвет-1» и «Рассвет-2» для апробации своих технологий. К 2027 году компания планировала начать коммерческую эксплуатацию высокоскоростной спутниковой связи с глобальным покрытием.

### ИКС Холдинг
В 2019 году Yadro вошло в состав «ИКС Холдинга», а в 2022 году частью холдинга такэже стало «Бюро 1440». Шелобков остался руководителем этих компаний, а после смерти основателя «ИКС Холдинга» Антона Черепенникова в июле 2023 года стал его доверительным управляющим и членом управляющего совета компании. В 2024 году была проведена реструктуризация, в ходе которой контроль над «ИКС Холдингом» перешёл команде управляющих партнёров и сооснователей его ключевых структур. 16 февраля 2024 года Шелобков стал генеральным директором «ИКС Холдинга».
Под руководством Шелобкова в 2024 году выручка «ИКС Холдинга» выросла на 60% и достигла 260 млрд рублей, причём главную роль в структуре выручки играл выпуск серверов, СХД и клиентских систем — направления, которыми он руководил на протяжении многих лет. Число сотрудников за тот же период увеличилось более чем вдвое — с 5 до 11 тысяч человек.
В 2024 году «ИКС Холдинг» инвестировал в строительство центра НИОКР площадью 40 тысяч м² в Нижнем Новгороде и покупку томского производителя микроэлектроники «Микран», созданного в 1991 году на базе научной лаборатории ТУСУР. Также в 2024 году комания выпустила промышленные образцы ключевых узлов российских базовых станций операторского класса, и сообщила о начале их серийного производства на базе «Ядро Фаб Дубна» и поставок операторам в 2025 году. По словам Шелобкова, совокупный объём инвестиций «ИКС Холдинга» в разработку и производство телеком-оборудования к этому времени достигнет 30 млрд рублей.